# Икбал, Зафар
Зафар Икбал (англ. Zafar Iqbal, 20 июня 1956, Бихар, Индия) — индийский хоккеист (хоккей на траве), нападающий. Олимпийский чемпион 1980 года.

## Биография
Зафар Икбал родился 20 июня 1956 года в индийском штате Бихар.
Учился в средней школе Минто Сёркл, затем получил степень бакалавра гражданского строительства в инженерно-технологическом колледже Закира Хуссейна.
Играл в хоккей на траве за Индийские авиалинии.
В 1977 году дебютировал в сборной Индии.
В 1980 году вошёл в состав сборной Индии по хоккею на траве на летних Олимпийских играх в Москве и завоевал золотую медаль. Играл на позиции нападающего, провёл 6 матчей, забил 2 мяча в ворота сборной Танзании.
В 1984 году вошёл в состав сборной Индии по хоккею на траве на летних Олимпийских играх в Лос-Анджелесе, занявшей 5-е место. Играл на позиции нападающего, провёл 7 матчей, забил 1 мяч в ворота сборной Нидерландов. Был капитаном команды и знаменосцем сборной Индии на церемонии открытия.
Дважды в составе сборной Индии выигрывал серебряные медали хоккейных турниров летних Азиатских игр — в 1978 году в Бангкоке и в 1982 году в Нью-Дели.
В 1983 году был награждён национальной спортивной премией «Арджуна». В 1995 году получил высшую гражданскую награду штата Уттар-Прадеш «Яш Бхарат».
В 1993—1994 годах был национальным тренером Индии, затем селекционером.
Работал исполнительным директором по недвижимости в Индийских авиалиниях. После ухода на пенсию занимался гольфом, став одним из ведущих игроков Индии.
В 2012 году удостоен правительственной награды «Падма Шри».

## Семья
Отец — Мухаммед Шахабуддин Ахмед, профессор, заведующий кафедрой химии в университете.
В 1985 году женился на Фаузии Салим. У них двое детей — Ясир и Самия.